# Democràcia participativa

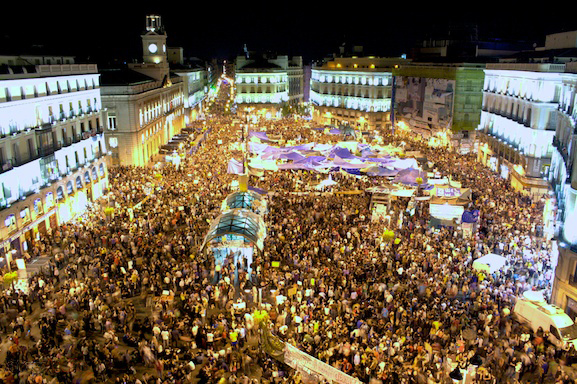
Fotografia aèria de la Puerta del Sol del 20 de maig.

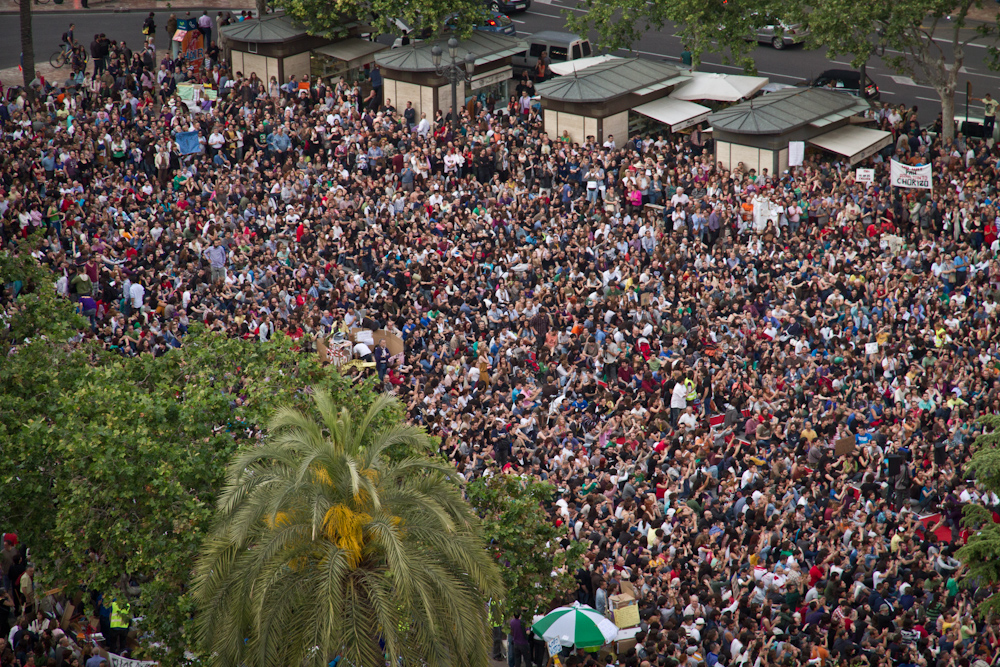
Assemblea popular d'indignats el 19 de maig a València.

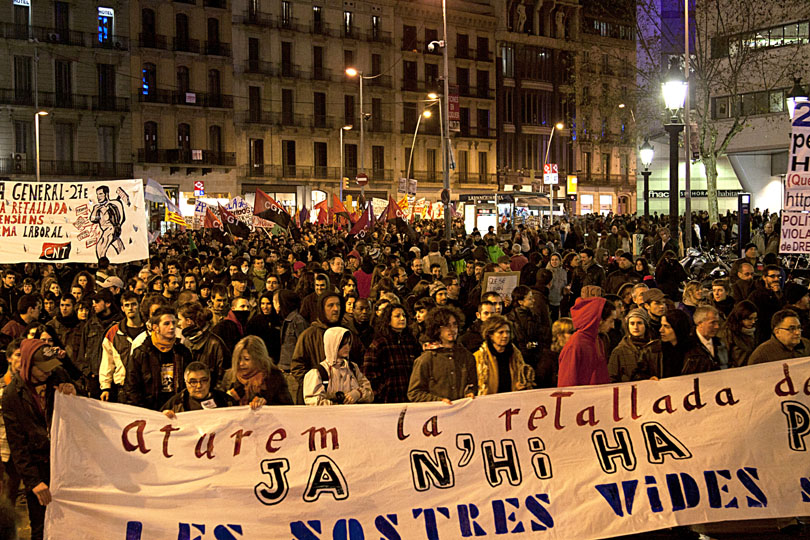
Manifestació en contra de les retallades socials

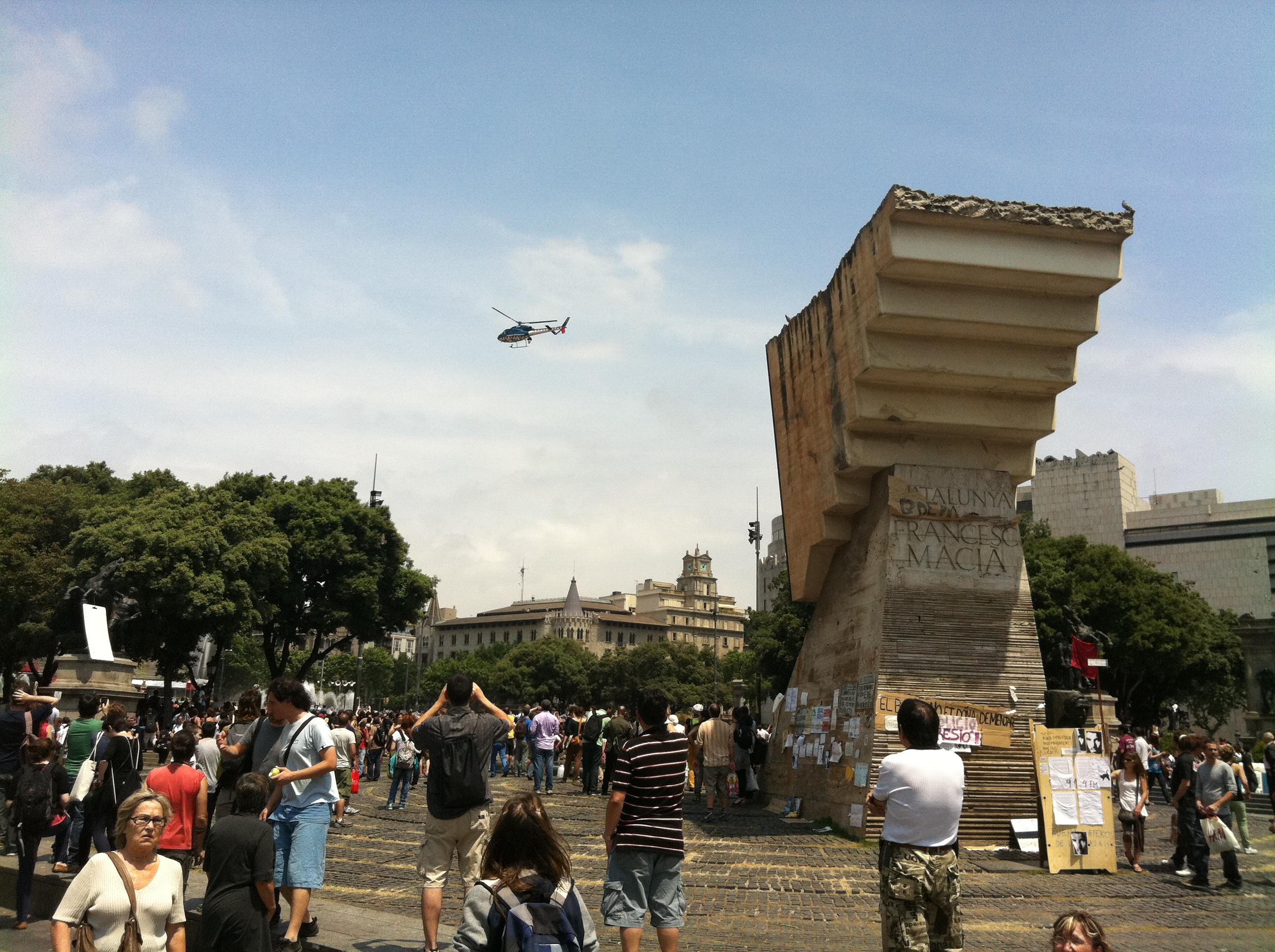
Helicòpter sobrevolant la plaça de Catalunya durant el desallotjament del 27 de maig de 2011

Democràcia participativa és un concepte ampli que sol referir-se a formes de democràcia on els ciutadans tenen una major participació en la presa de decisions polítiques que la que els atorga tradicionalment la democràcia representativa. Pot definir-se amb una major precisió com un model polític que facilita als ciutadans la seva capacitat d'associar-se, organitzar-se i decidir en assemblea de tal manera que puguin exercir una pressió i influència directa en les decisions polítiques i socials.

## Moviment del 15-M
Les Protestes d'Espanya de 2011–2012 (conegudes com a Spanish Revolution, Moviment del 15-M o dels Indignats) van ser una sèrie de protestes ciutadanes pacífiques que reivindicaren un canvi radical en la política espanyola i la seva societat. Els manifestants, etiquetats com a "indignats", consideraven que els partits polítics ni els representaven ni prenien mesures pensant en l'interès de la població, i veien que el futur que els esperava era totalment incert i més difícil del que s'havien trobat les generacions anteriors.
Comparades amb la "Primavera Àrab" i el Maig del 68, es van inicial el 15 de maig amb una convocatòria inicial a 58 ciutats d'arreu d'Espanya, dies abans de les eleccions municipals i autonòmiques espanyoles del 22 de maig. Es consideren un moviment no-violent, revolucionari i polític, tot i que apartidista (de cap partit polític), que està format per joves, gent gran i fins i tot famílies.
Les propostes es treballen en grups de treball anomenats comissions, que de vegades poden estar compostes de subcomissions per a realitzar treballs més concrets, i a les assemblees, on es troba tothom i vota totes les decisions. A cada reunió es canvien les persones encarregades d'apuntar els torns, de comptar els vots, etc. Les comissions reuneixen per temes (per exemple referents a la corrupció política, al pagament d'hipoteques, l'agricultura i l'alimentació, etc.) i hi participen també altres entitats i organitzacions, que de vegades poden aportar molta feina ja començada amb anterioritat. Existeixen també comissions de caràcter "pràctic", per exemple per a organitzar la logística o la neteja de les places. També s'usen fòlrums per internet i grups de xarxes socials en línia. Es crea documentació de la qual es millora la qualitat constantment segons els principis d'excel·lència, amb les coses apreses de manera continuada i usant eines aportades per tots els participants, des de les eines d'Ishikawa dels enginyers a la comunicació no verbal d'actors i ballarins, passant per les aportades per psicòlegs, treballadors socials, gent gran, etc.
La idea és aconseguir objectius de mínims, aprovats per consens, i intentar que es puguin dur a terme fent pressió social per mitjà de referèndums populars, per exemple, o fent servir altres eines democràtiques poc explotades fins ara, com és el cas, entre d'altres, de la Iniciativa Legislativa Popular. Les comissions estan formades per tota persona interessada en el tema, ja sigui per estar afectada, per ser una experta en ell, per treballar o estar en contacte amb algú o alguna entitat que pot aportar dades o descriure i explicar qualsevol detall dels processos implicats, etc. Una de les maneres de compartir documents oficials o no que puguin aportar informació és mitjançant l'ús de WikiLeaks i els Anonymous, tot i que no és l'únic.
No hi ha representants ni portaveus. S'emeten comunicats de premsa, s'ha fet algun manifest i les idees exposades són lliures i a l'abast de tothom per internet. Les persones contactades pels mitjans de comunicació parlen sempre a títol personal i mai en nom de ningú altre. Fins al 12 de juny les càmeres de televisió de tots els mitjans podien gravar les assemblees però en algunes places es va decidir deixar de permetre-ho precisament per a evitar que els mitjans assignin "portaveus" o "líders" entre les persones que parlin i per a preservar la seva intimitat.
Les assemblees de les places estan en contacte permanent i organitzades en forma de xarxa horitzontal (no jeràrquica) cosa que permet, entre altres coses, comparar les diferents situacions entre diferents països o aspirar a modificacions legals a nivell d'Unió Europea. Islàndia a partir de 2008 i fins a l'actualitat, amb el seu president jutjat per mala gestió, es considera un model a seguir a tots els països. A França també es parla, a més, del model de la Comuna de París; i a Espanya, especialment a Catalunya, de l'anarquisme. Molts dels suggeriments proposats pels "indignats" als Països Catalans s'apliquen des de fa anys a altres països o coincideixen amb propostes pràctiques i factibles (no només teòriques) d'experts i acadèmics.
Actualment el moviment té noms diversos, fent referència a la revolució, a les acampades, a les places o als indignats, però es vol desmarcar de ¡Democracia Real YA!, nom amb el qual ja existeix un partit polític que, malgrat el nom, no té res a veure amb el moviment.

## La democràcia participativa des de l'esquerra
En els últims anys han anat apareixent moviments d'esquerra que defensen un model de democràcia que vagi substituint a la democràcia representativa. Aquest model de democràcia estaria basat no només en la celebració de referèndums per a la presa de decisions importants concretes, sinó que preveu a més la instauració de mecanismes com assemblees de barris o pressupostos participatius on la ciutadania tingui un paper més actiu a la presa de decisions. Aquest model rep el nom de democràcia participativa.
Altres formes de democràcia són:
- Democràcia deliberativa
- Democràcia sense partits
- Democràcia popular
- Democràcia orgànica
- Democràcia soviètica
- Democràcia representativa